# Milmarcos
Milmarcos è un comune spagnolo di 98 abitanti situato nella comunità autonoma di Castiglia-La Mancia.